# Hendrick Heusken

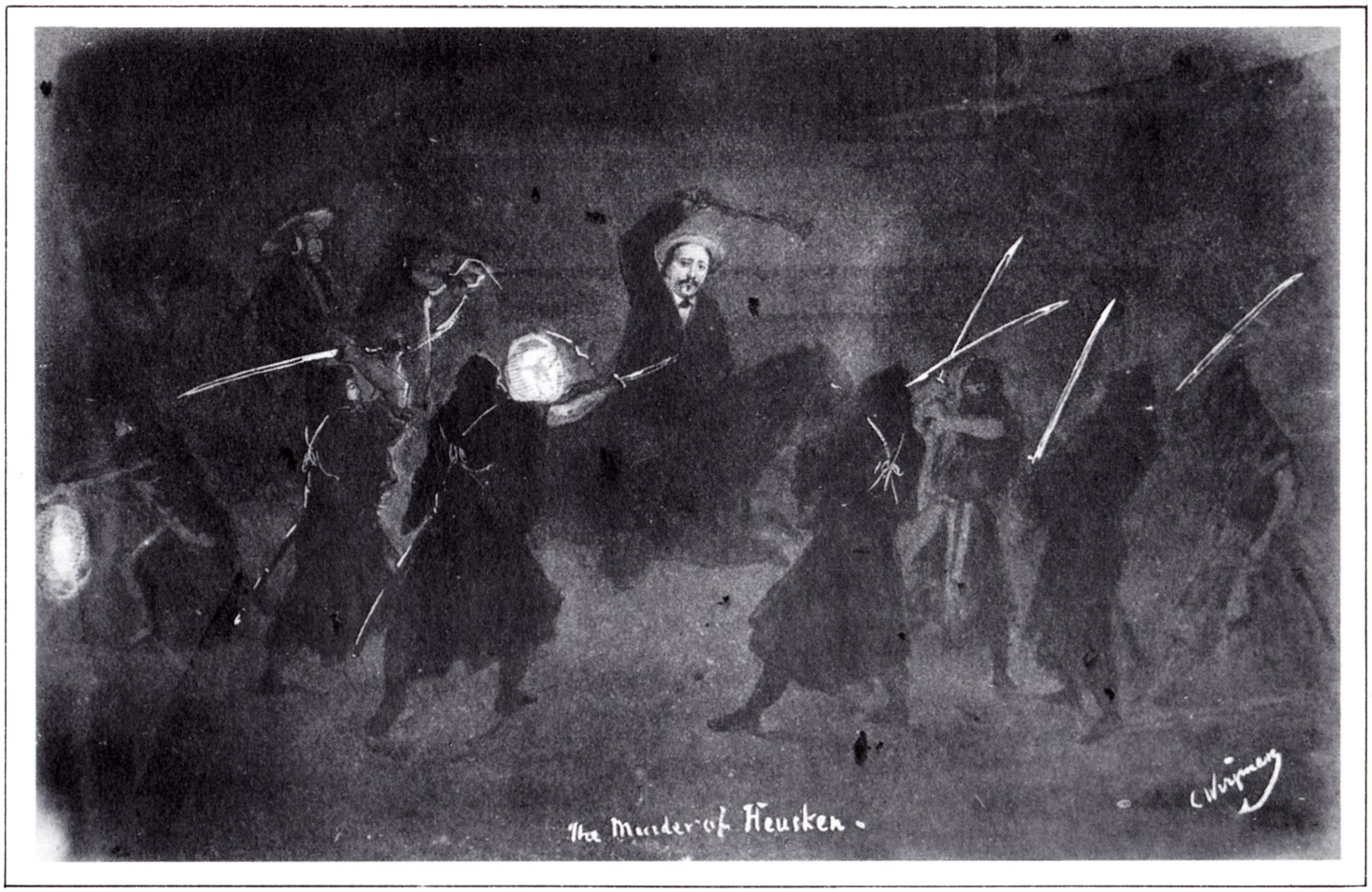
Überfall auf Heusken. (Zeichnung: C. Wirgman)

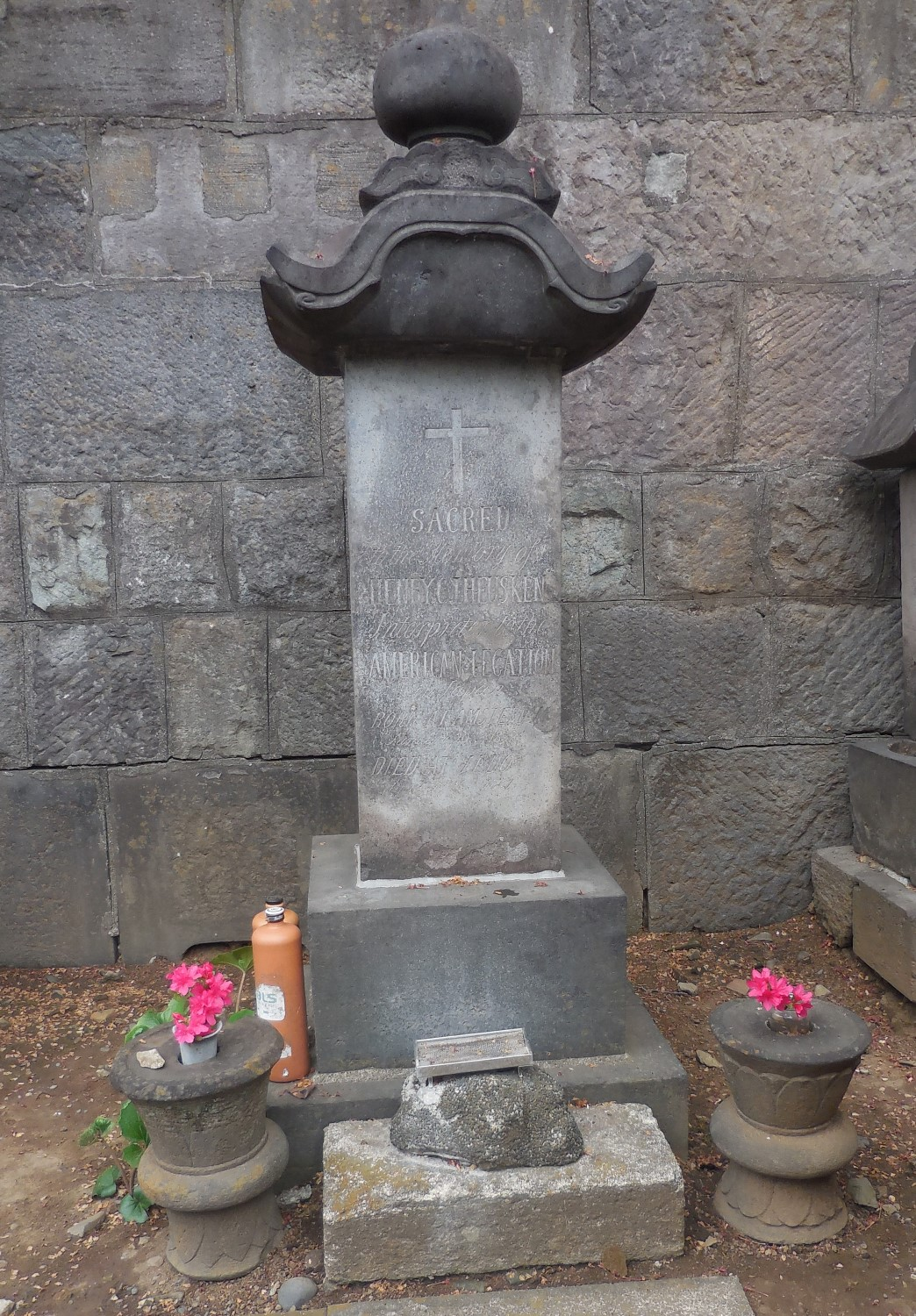
Heuskens Grab am Kōrin-ji

Hendrick Conrad Joannes Heusken (* 20. Januar 1832 in Amsterdam; † 15. Januar 1861) war ein in den Niederlanden geborener US-Amerikaner, der in den 1860er Jahren als Dolmetscher für das Amerikanische Konsulat in Japan arbeitete. Er wurde von antiwestlichen Samurai ermordet.

## Leben
Hendrick Heusken wurde in Amsterdam geboren. Sein Vater, Joannes Franciscus Heusken, arbeitete bei einem Seifenhersteller. Seine Mutter hieß Johanna Smit. Die Familie emigrierte in die USA und erhielt dort die amerikanische Staatsbürgerschaft.
Heusken kam 1856 nach Japan und arbeitete als persönlicher Assistent und Dolmetscher für den ersten amerikanischen Konsul, Townsend Harris. Als die preußische Ostasienexpedition in Japan die Aufnahme diplomatischer Beziehungen verhandelte, wurde der Leiter, Graf Eulenburg, von der amerikanischen Seite unterstützt. Harris stellte ihm Heusken als Dolmetscher zur Verfügung. 
Am 14. Januar 1861, auf dem Wege abends zurück vom deutschen Quartier zur nahen amerikanischen Vertretung, wurde Heusken von antiwestlichen Rōnin des Satsuma-han, darunter Imuta Shōhei (伊牟田 尚平), angegriffen und trotz des ihm beigegebenen Schutzes verwundet. Er erlag am folgenden Tag seinen Verletzungen. Da er trotz seiner Anstellung beim US-amerikanischen Konsulat niederländischer Staatsbürger war, reiste sein Freund und niederländischer Konsul Dirk de Graeff van Polsbroek aus Kanagawa an um seinen Nachlass zu ordnen. In einem demonstrativ großen Trauergeleit unter Beteiligung der ausländischen Missionen mit Fahnenschmuck und Trauermusik wurde Heusken zum Kōrin-ji im Stadtteil Minato gebracht und dort mit allen Ehren beigesetzt. Dort ist sein Grab noch heute zu sehen.
Das Shogunat zahlte der Mutter 10.000 Dollar als Hilfs- und Trostgebühr. Heusken ist Autor von „The Japan Diary, 1855-1861“.

## Einzelnachweis
1. ↑  Die preussische Expedition nach Ost-Asien, nach amtlichen Quellen, Band 2, Seite 153 (1866)